# Debregeasia orientalis
Debregeasia orientalis är en nässelväxtart som beskrevs av C.J. Chen. Debregeasia orientalis ingår i släktet Debregeasia och familjen nässelväxter. Inga underarter finns listade i Catalogue of Life.

## Bildgalleri

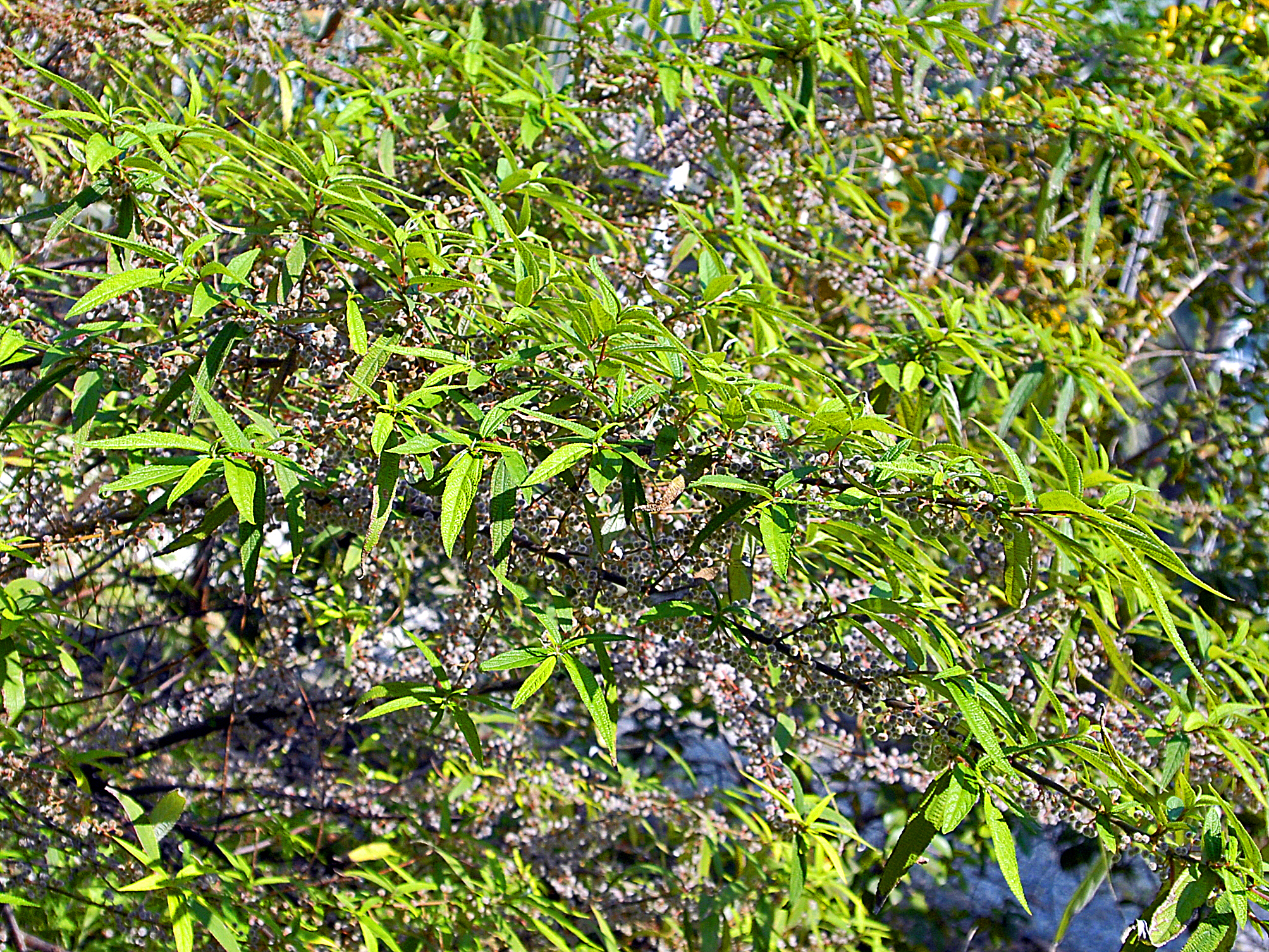
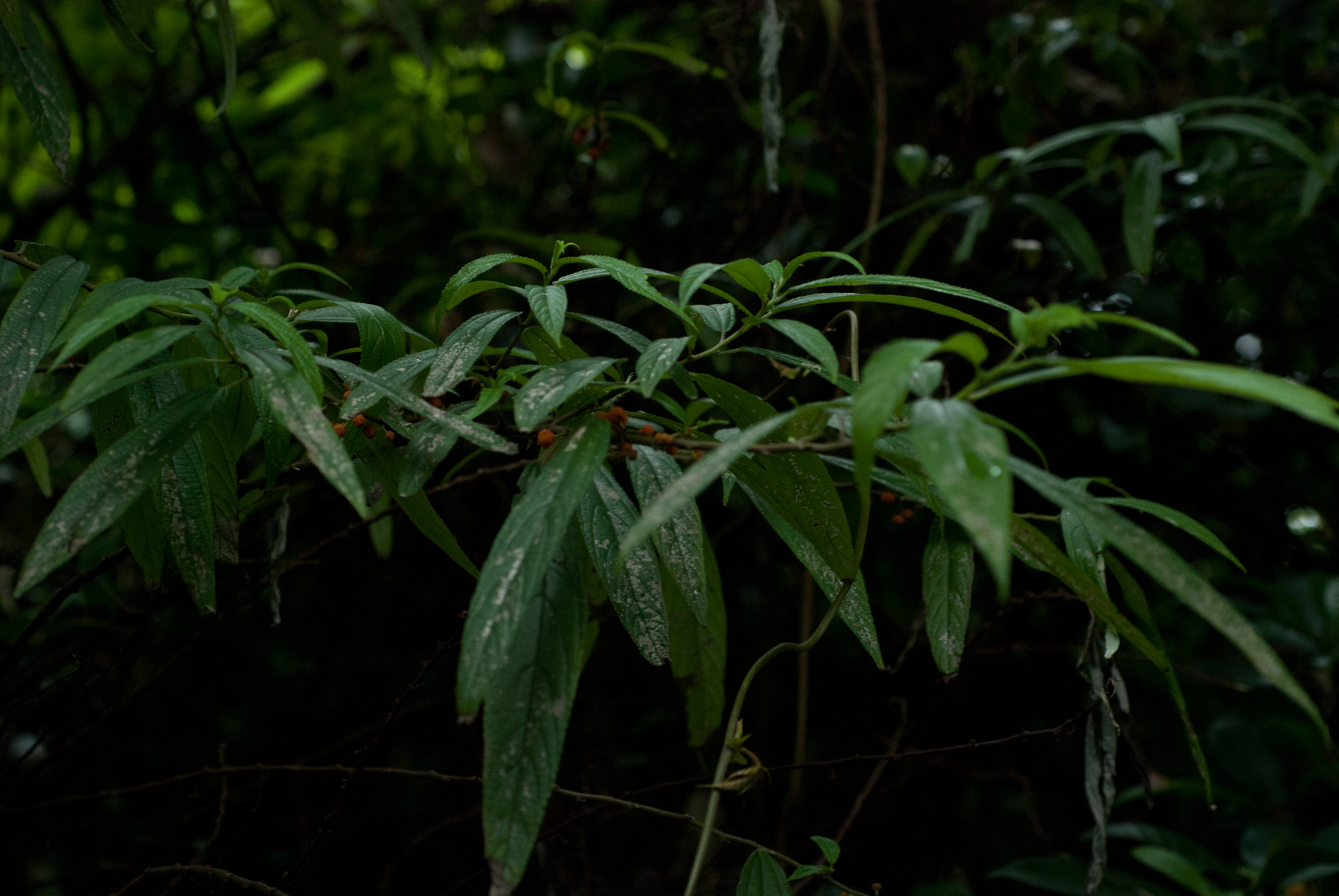